# Carex rostrata
Carex rostrata là một loài thực vật có hoa trong họ Cói. Loài này được Stokes mô tả khoa học đầu tiên năm 1787.

## Hình ảnh

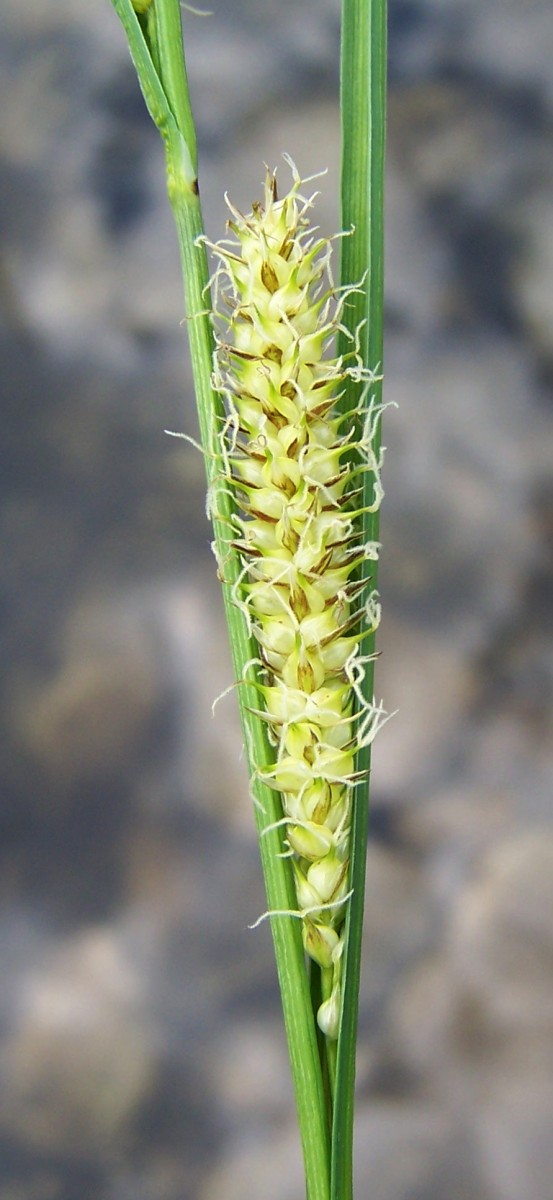
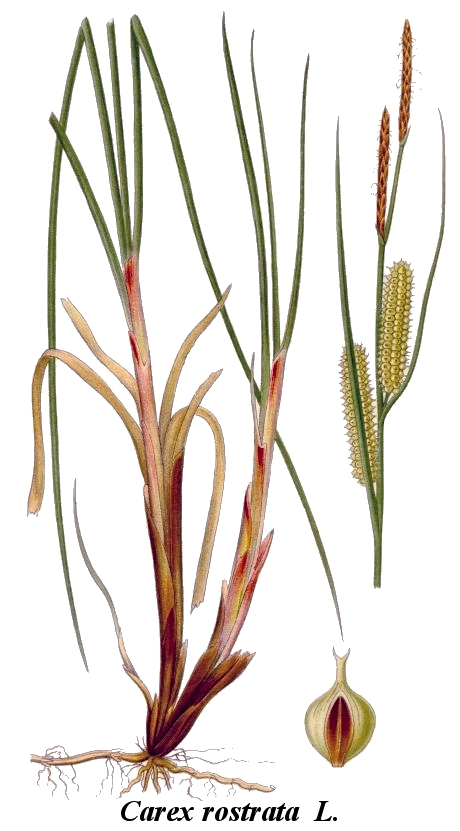
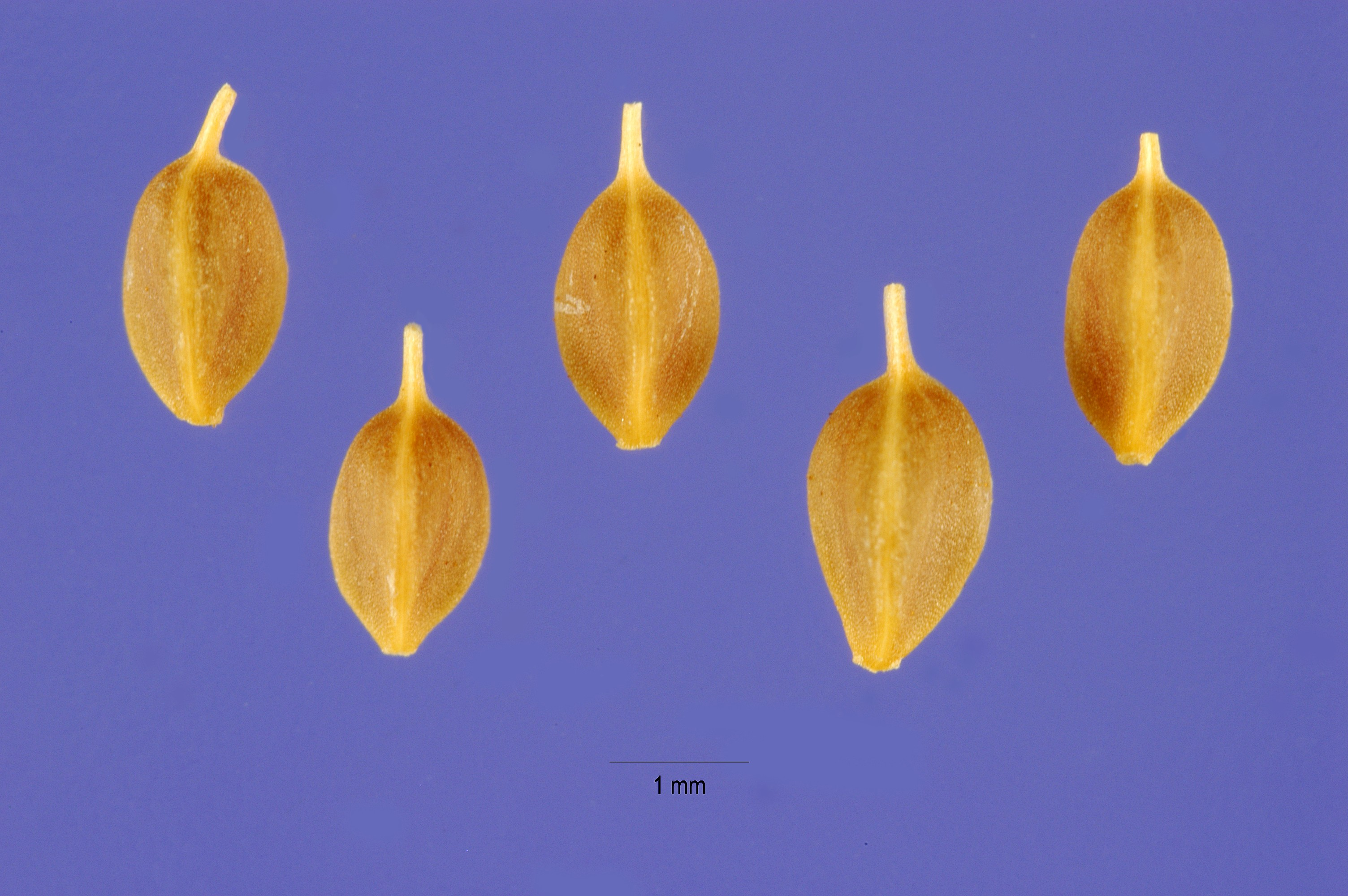
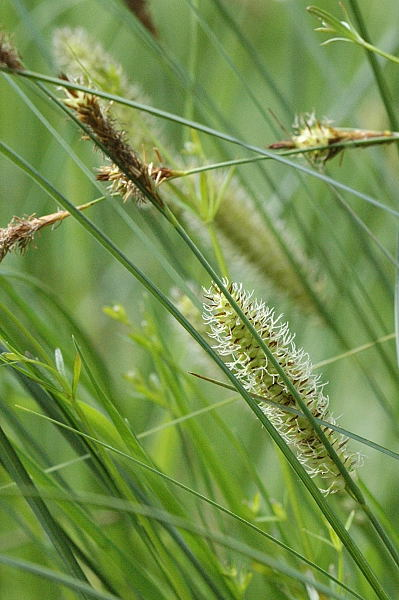